# San Germano dei Berici
San Germano dei Berici (velenceiül San Zerman dei Bereghi) település Olaszországban, Veneto régióban, Vicenza megyében. 

## Népesség
A település népességének változása: